# Filozófiai logika
A filozófiai logika a logika egy ága, amely a logikai problémákat filozófiai szemszögből és módszerekkel  tárgyalja. A kifejezés mai értelmében a tizenkilencedik századi eredetű matematikai logika megszületése hatására keletkezett, és elsősorban a logikán belül a matematikai logikának a logika többi ágától való elhatárolására szolgál. Elsősorban, ugyanis a terminust (valószínűleg relatíve új és még nem egészen kikristályosodott volta miatt) egyes szerzők az imént leírt értelmétől eltérően is használják (ld. lentebb).

## A „filozófiai logika” kifejezés különféle értelmezései

### Nem-matematikai logika
1. Számos szerző a filozófiai és matematikai logikát a logika két többé-kevésbé különálló ágának tekinti, amelyek kisebb részben indíttatásukban és tárgyukban, nagyobb részben pedig módszereikben különböznek. Az ilyen szerzők közé tartozik pl. H. B. Curry amerikai matematikus és logikatudós, aki így ír erről: „Az első értelemben a logika a gondolkodás analízise és kritikája ... Azért, hogy megkülönböztessük a logika szó ezen értelmét a későbbitől, ezt a logikát filozófiai logikának nevezzük. A filozófiai logika tanulmányozásához gyümölcsöző matematikai rendszereket kell felépíteni, amelyek meghatározott módon kapcsolódnak a logikához. ... Az ilyen rendszerek önmaguk is természetesen tanulmányozás tárgyává válhatnak, az ilyen tanulmányokra is gyakran használják a »logika« kifejezést ... A logika ebben az értelemben a matematika része. Abból a célból, hogy megkülönböztessük a logika szó ezen jelentését más jelentéseitől, az ilyen logikát matematikai logikának fogjuk nevezni.”

### Metalogika filozófiai eszközökkel
2. Más szerzők, míg lényegében elfogadják a filozófiai logika fenti tematizálását, és megegyeznek abban, hogy ezen ismeretterület olyan kérdéseket vizsgál, mint pl. az igazság, az analiticitás, az azonosságok mibenléte, a kvantifikáció alkalmazhatóságának határai, a logika és halmazelmélet kapcsolata stb.; ámde a logika egy szűkebb definíciójából indulnak ki (a logika az érvelések vagy a következtetések stb. elmélete); ezáltal az a furcsa helyzet áll elő, hogy a filozófiai logikát élesen elhatárolják magától a logikától, és „puszta” filozófiai tudományágként határozzák meg, tehát egyetértenek a fentiekkel a filozófiai logika tartalmának körülhatárolásában, de a besorolásában és így végső soron a definíciójában nem. Mint A. C. Grayling írja: „A filozófiai logika nem a logikáról szól, és nem is (a) logika (része) a „logika” azon értelmezése szerint, hogy az a következményesség formális megjelenítése és szabályokba foglalása lenne.”

### Logikafilozófia
3. A filozófiai logika a fenti (1.) értelmezésben nem vagy nem feltétlenül azonos a logika filozófiájával, vagyis a logikafilozófiával. A filozófiai logika ugyanis a logikán belüli problémákkal foglalkozik, tárgya a logika tárgyával azonos; míg a logika filozófiája tárgya maga a logika, problémái így a logika tudományán kívüliek (kivéve persze, ha a logika filozófiai tanulmányozása éppen egy logikai jellegű problémát szül, ami egyáltalán nem zárható ki). Ennek ellenére a „filozófiai logika” terminus alkalmazása a logikafilozófiára egyáltalán nem ritka eset, pl. Russellnél is megfigyelhető

### Kiemelt filozófiai jelentőségű témakörök a logikában
4. Néhány szerző a „filozófiai logika” kifejezésen a modern logika olyan területeit érti, amelyeknek fontos filozófiai - elsősorban ismeretelméleti - vonatkozásaik vannak, mint pl. a modális logikát vagy a deontikus logikát. Ilyen szerző pl. N. Rescher, aki a logikát öt alágra osztotta. A logika alapja egy bázislogika nevű ismeretterület, amely „a tradicionális, a klasszikus és nem-klasszikus modern logikát tartalmazza; ebből pedig négy új ismeretterület ágazik el (metalogika - azaz a logikai szintaxis, szemantika és pragmatika; matematikai logika - ide tartozik többek közt a bizonyításelmélet, a valószínűségi logika, a halmazelmélet és a metamatematika is; a negyedik fő logikai ág a tudománylogikák - a logika alkalmazása a tudományokban - végül pedig a filozófiai logika (etika mint deontikus logika, felszólítás- és preferencialogika, nominalizmus és realizmus vitája stb.). 
A filozófiai logika ilyen értelmű használata azonban kritikát váltott ki néhány szerzőnél, mint pl. Jaakko Hintikka. A kritikák lényegében azon a feltételezésen alapulnak, miszerint a logika minden témaköre kiemelt filozófiai jelentőséggel bír.

### Filozófiai vs. formális logika
5. Végül pedig akadnak, akik a „filozófiai logika” terminust a formális logikától való elhatárolódásra használják, a formális logika logikával való azonosítása elleni küzdelem részeként. Ilyen szerző pl. Russell egyik legismertebb kritikusa, P. Strawson, vagy S. Toulmin.

## Története
A filozófiai logika gyökerei az ókorba nyúlnak vissza. Első igazi előfutárnak mégis Gottfried Wilhelm Leibnizet (1646–1716), a 17. század egyik legnagyobb egyéniségét és polihisztorát tekinthetjük.
A 19. század végén, a matematika különféle területein (analízis, geometria) napvilágra kerülő problémák, ellentmondások sok tudóst a matematika addig biztosnak hitt filozófiai alapjainak átgondolására késztettek, és fellendítették a matematikai alapkutatások ütemét, ezzel együtt a filozófiai logikáét is. Itt elsősorban ismét Frege nevét említhetjük.
Ez a kezdeti föllendülés igazából csak a 20. század első harmadában bontakozott ki, az ún. bécsi kör filozófuscsoport nyelvfilozófiát „bálványozó” tagjai, valamint a tőlük egyre inkább különváló Wittgenstein kései analitikus filozófiai kutatásainak eredményeképp. A filozófiai logika eme kapcsolatai révén sokat merített a szemiotika tudományából, legalábbis az általa felvetett problémák és fogalmak: jel, jelentés (jelölet) és értelem; létezés, azonosság, igazság, bizonyítás és definíció, szükségszerűség, lehetségesség stb. tekintetében. Egyik legismertebb művelője manapság a finn Jaakko Hintikka.